# Dennis Miller Bunker

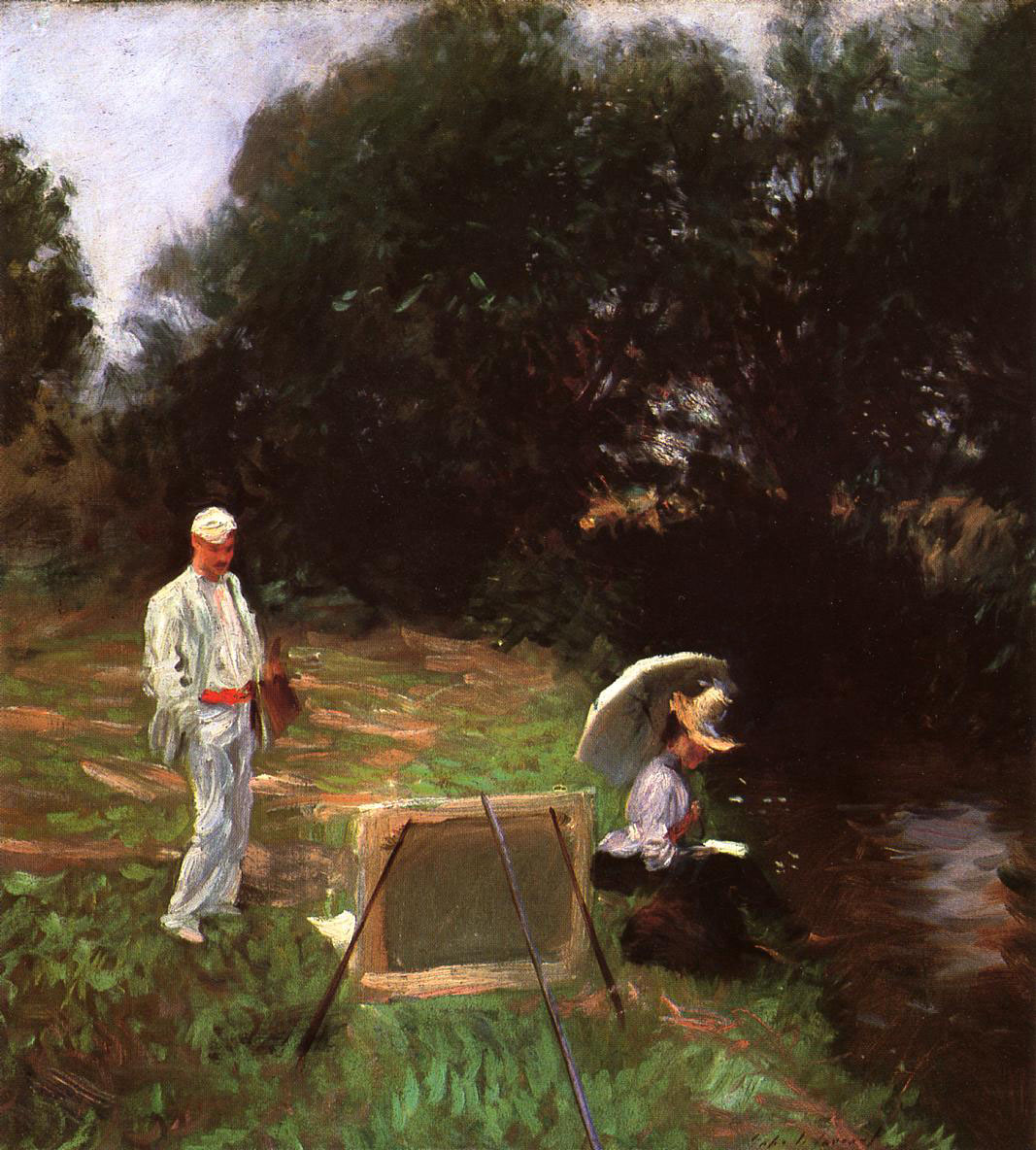
John Singer Sargent, Dennis Miller Bunker schilderend in Calcot (1888), Terra Collection

Dennis Miller Bunker (New York, 6 november 1861 - Boston, 28 december 1890) was een Amerikaanse kunstschilder. Hij schilderde landschappen, dikwijls dorpjes aan de kust, en was een begaafd portrettist. Samen met zijn vriend John Singer Sargent, was hij een van de schilders die het impressionisme in de Verenigde Staten introduceerde. Zijn eerste landschappen waren eerder in de stijl van Courbet en van de school van Barbizon maar in de laatste jaren van zijn korte leven ontwikkelde hij zijn eigen impressionistische stijl, die snel toonaangevend werd in de Amerikaanse kunst.

## Biografie
Deze kunstenaar werd geboren in New York uit het huwelijk van Matthew Bunker secretaris-penningmeester bij de Union Ferry Company en Mary Anne Eytinge Bunker, zus van de illustrator Sol Eytinge Jr. Hij bracht zijn jeugd door op Garden City in Long Island.
Een vroeg schetsboek uit 1877 (nu in het Museum of Fine Arts, Boston) toont duidelijk het tekentalent van de jonge artiest. Vanaf 1878 volgt hij lessen aan de National Academy of Design en aan de Art Students League of New York. Zijn leraar was William Merritt Chase en hij studeerde ook bij Charles Melville Dewey die landschappen schilderde in de Barbizon stijl. Enkele van zijn werken werden voor het eerst getoond in de National Academy in 1880.
In 1881 en 1882 bracht hij de zomer door op Nantucket Island in Massachusetts, waar hij een aantal strandgezichten schilderde. In de herfst van 1882 trok hij naar Parijs, om daar zijn opleiding verder te zetten. Hij werkte eerst met Antoine Auguste Ernest Hébert aan de Académie Julian en daarna ging hij de lessen volgen aan de École des Beaux-Arts bij Jean-Léon Gérôme. De zomers bracht hij door aan de Normandische kust en in Bretagne, in gezelschap van Amerikaanse medestudenten zoals Charles Adams Platt en Kenneth R. Cranford. Hij werkte er in "plein-air" en schilderde landschappen in de stijl van de schilders van de school van Barbizon zoals Jean Baptiste Camille Corot. Begin 1885 keerde hij terug naar New York.
Bunker kreeg het lidmaatschap van de Society of American Artists aangeboden en werkte korte tijd in New York, maar verhuisde dan naar Boston. Er werd een tentoonstelling aan zijn werken gewijd in de Noyes and Blakeslee Gallery en hij werd aangesteld tot leraar aan de Cowles Art School op aanbeveling van Isabella Stewart Gardner, verzamelaarster, filantrope en mecenas. Onder meer Stacy Tolman en William McGregor Paxton behoorden er tot zijn leerlingen. Bunker was goed geïntroduceerd in het sociale leven in Boston dankzij zijn beschermdame Isabella Stewart Gardner. Hij was lid van de Tavern Club en de St. Botolph Club en raakte bevriend met bekende mensen, zoals Henry O. Walker, William Dean Howells en Charles Marin Loeffler, violist en componist.  De portretten en figuurschilderijen die Bunker maakte in deze periode tonen heel sterk de invloed van zijn academische opleiding, maar de landschappen die hij schildert tijdens de zomervakanties in Medfield, New England, waar hij uitgenodigd werd door Isabella Stewart Gardner, tonen impressionistische tendensen. Dankzij Gardner kreeg hij ook een ganse reeks portretopdrachten van belangrijke mensen in Boston.

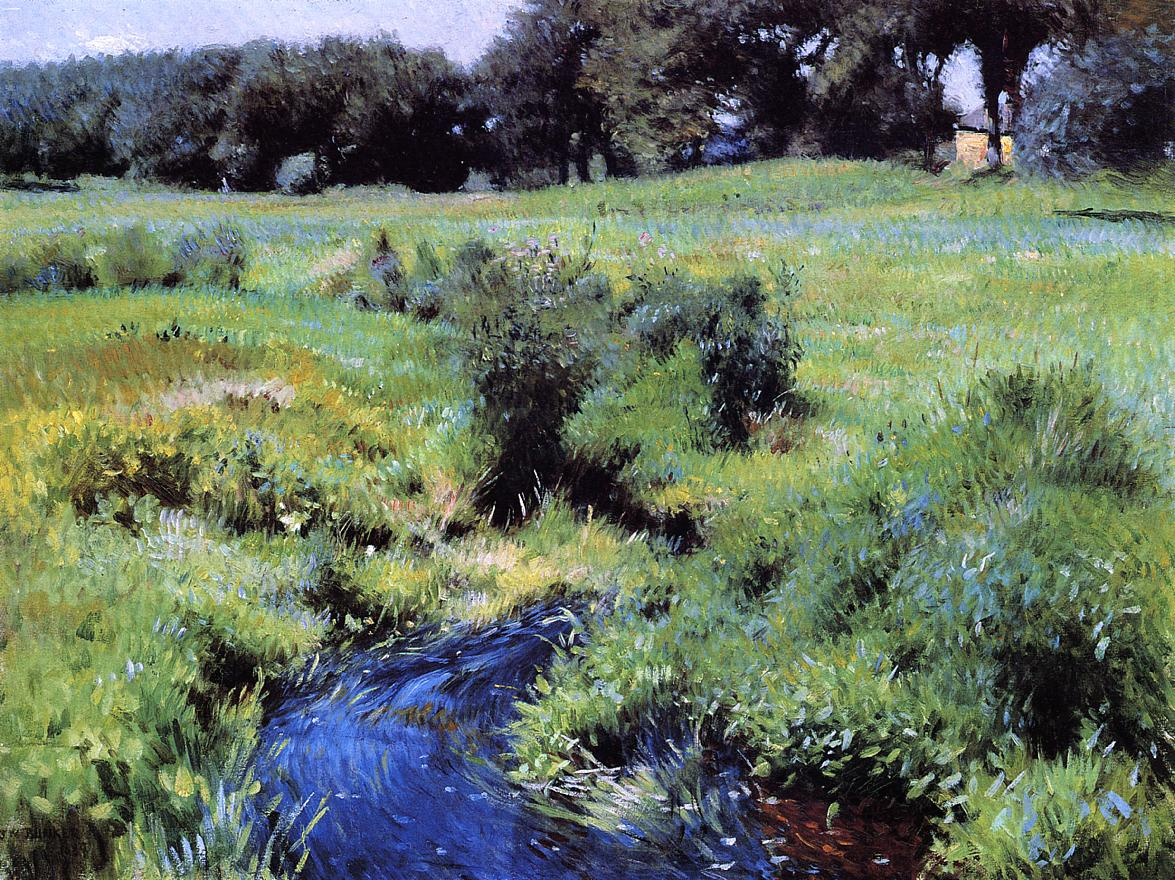
The pool, Medfield (1889), Museum of Fine Arts, Boston

In 1887 ontmoette hij John Singer Sargent in Boston, die hij nog kende van Parijs, en ze werden goede vrienden. In de zomer van 1888 brengen ze samen de vakantie door in Calcot, een dorpje bij Reading in Engeland. Hier begint Bunker met het schilderen van felgekleurde landschappen met een open compositie uitgevoerd met sterke penseelstreken, de stijl die ook Sargent hanteerde in deze periode. De zomers van 1889 en 1890 in Medfield behoren tot de meest productieve periodes van Bunker en de werken die hij dan maakt zijn volop impressionistisch te noemen.
In de herfst van 1889 verloofde Bunker zich met Elenor Hardy uit Boston en het paar trad in het huwelijk op 2 oktober 1890. Hij begon nog aan de decoratie van de woning van Whitelaw Reid in New York, maar bij een bezoek aan Boston tijdens de kerstvakantie overleed hij aan een hartstilstand, het gevolg van een meningitis die hij zou opgelopen hebben door een slecht verzorgde griep.

## Belang
Dennis Miller Bunker was een van de eerste Amerikaanse kunstenaars die de nieuwe Franse stijl van het impressionisme gebruikte, terwijl hij toch de basisbeginselen van zijn academische opleiding trouw bleef in de compositie en zijn precieze tekening van het onderwerp. 
Zoals steeds liepen sommige kunstcritici niet hoog op met de innovatieve combinatie van Amerikaanse onderwerpen en Franse schildertechniek, maar de stijl die Dennis Miller Bunker had ontwikkeld werd snel de leidende stijl in de Amerikaanse kunst. Spijtig genoeg leefde de kunstenaar niet lang genoeg om van zijn succes te kunnen genieten. Ondanks zijn korte loopbaan liet Bunker 225 schilderijen na.

## Galerij

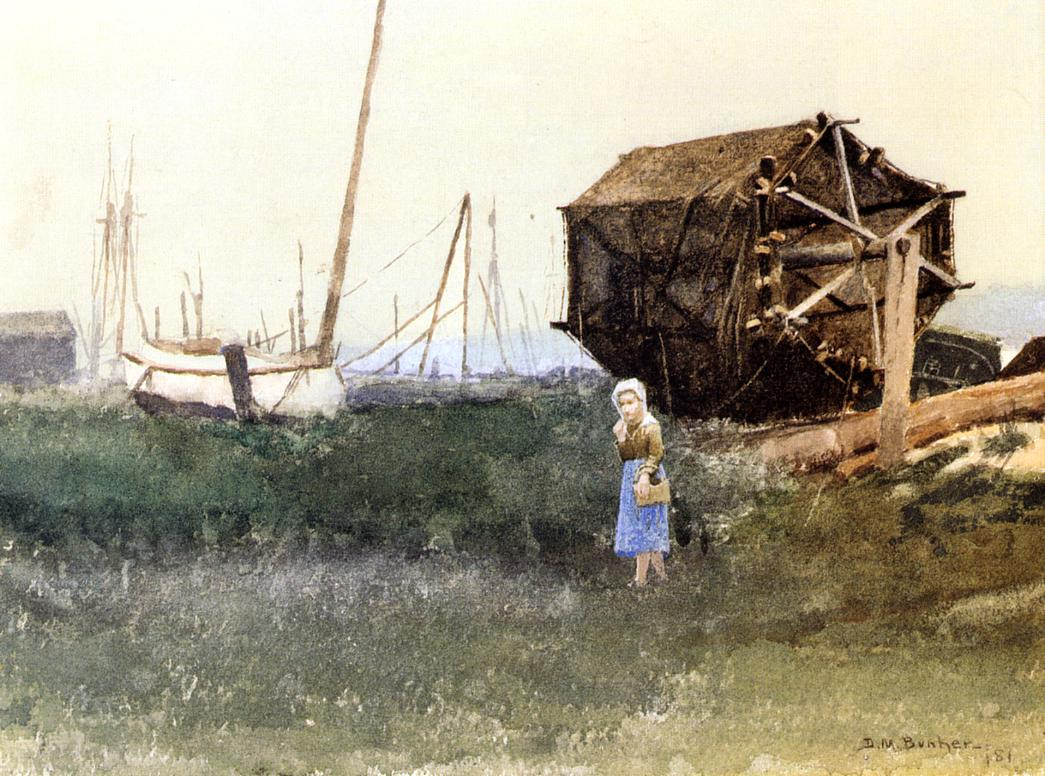
Vissersmeisje, Nantucket, 1881
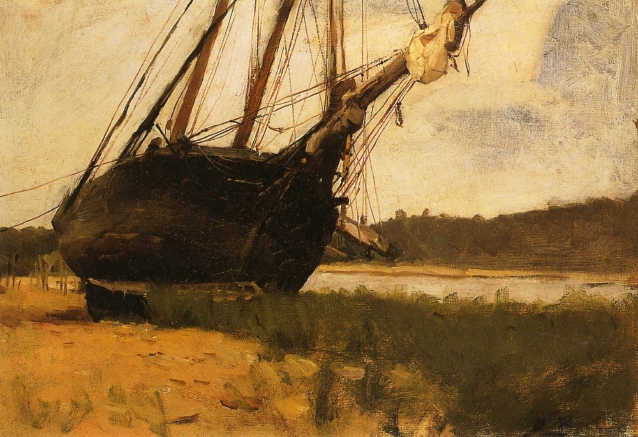
Gestrand, 1881-1882
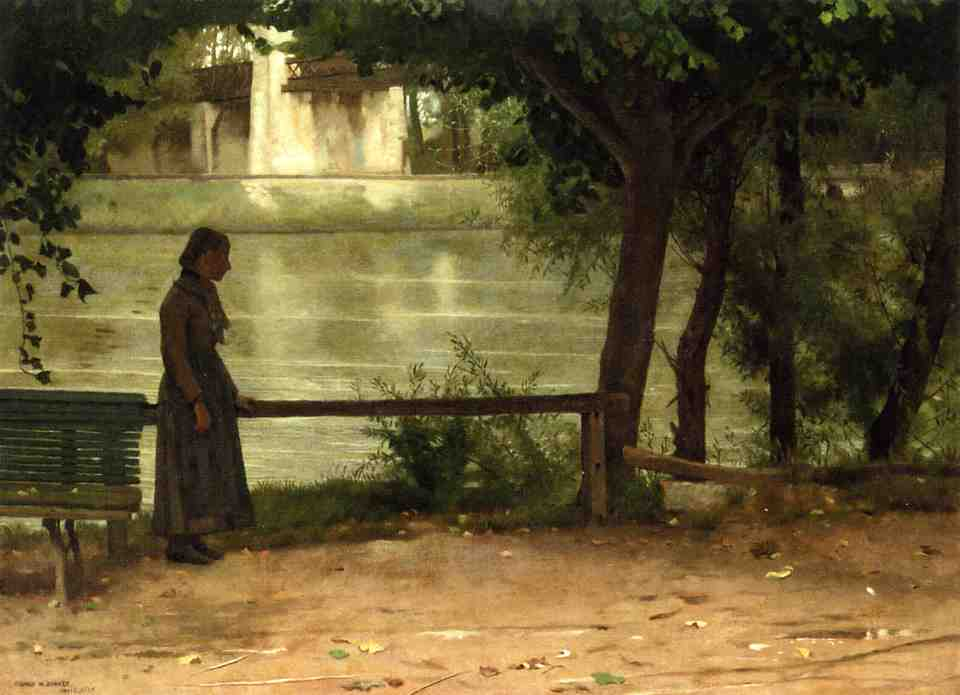
Aan de oevers van de Oise, 1883
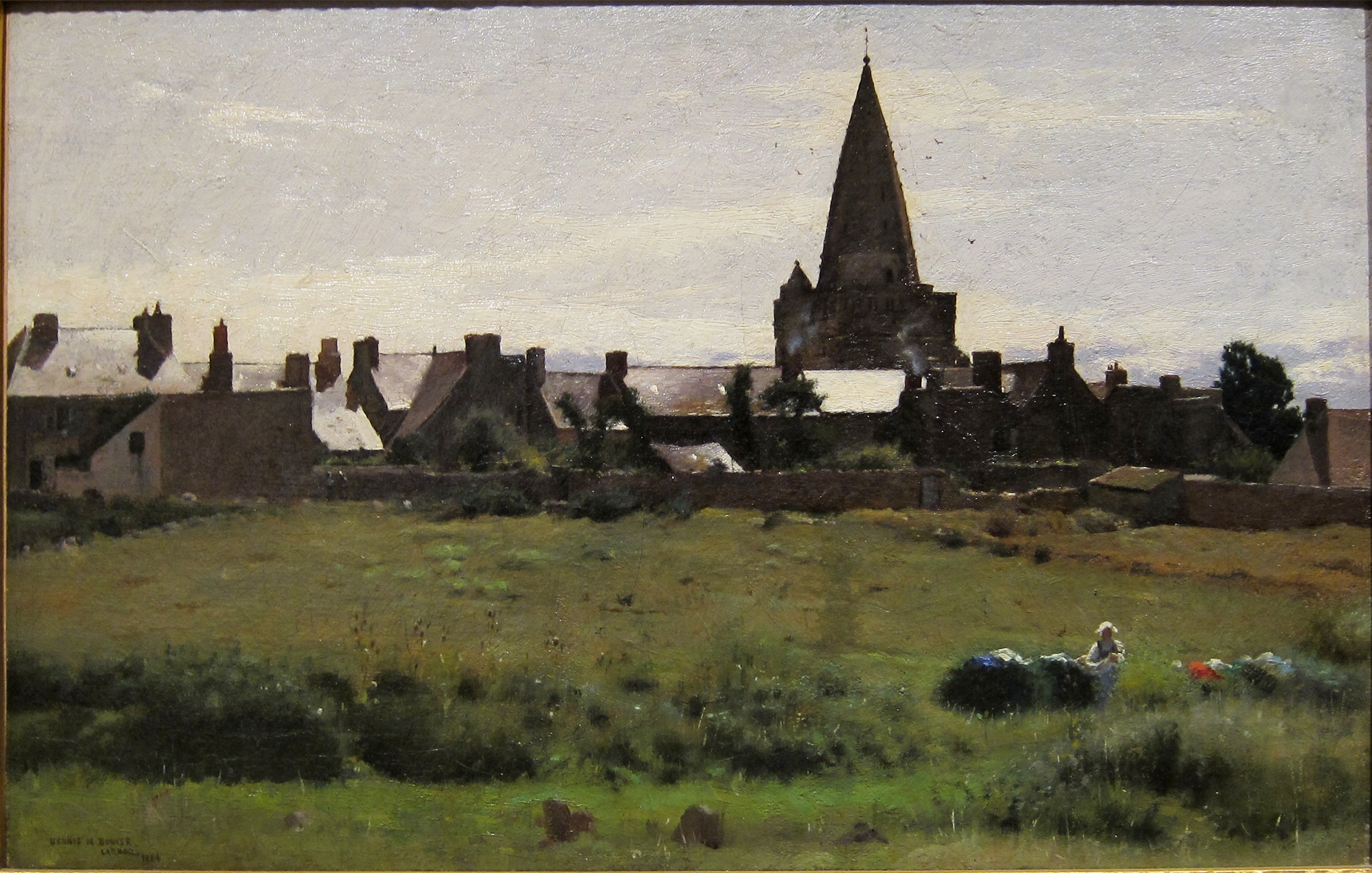
Bretagne, Morgen over de stad, Larmor, 1884
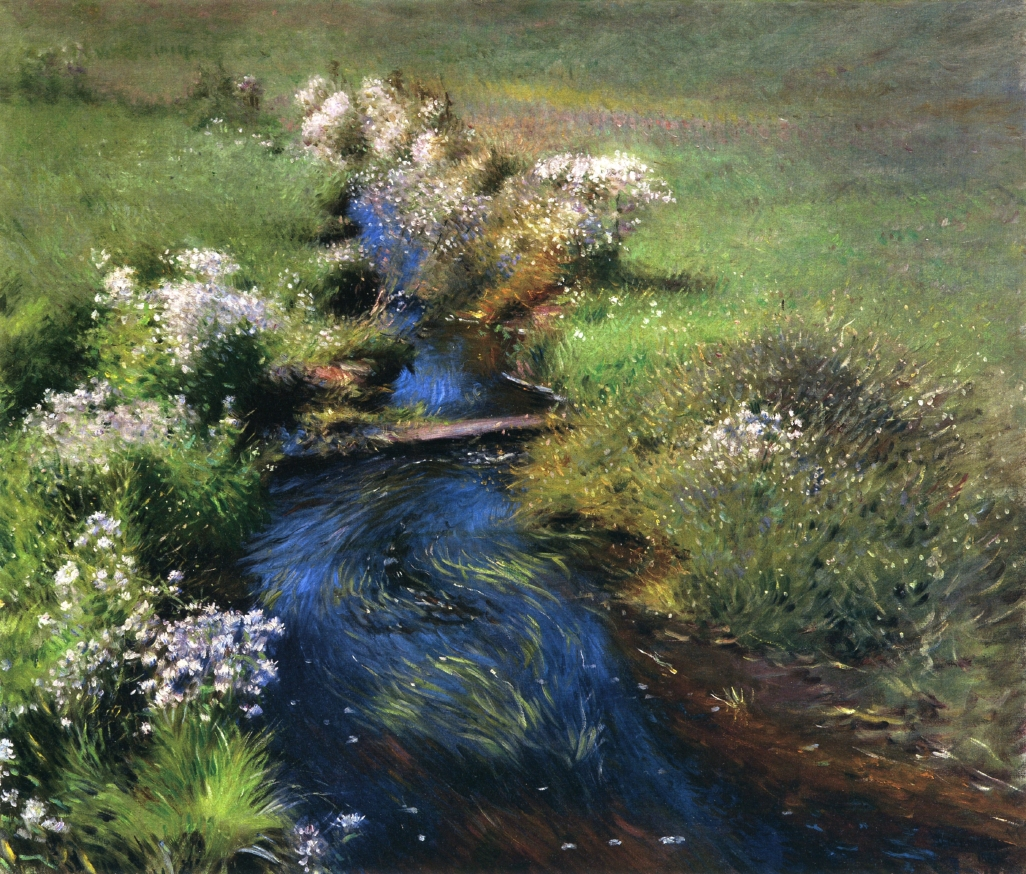
Wilde Asters, 1889
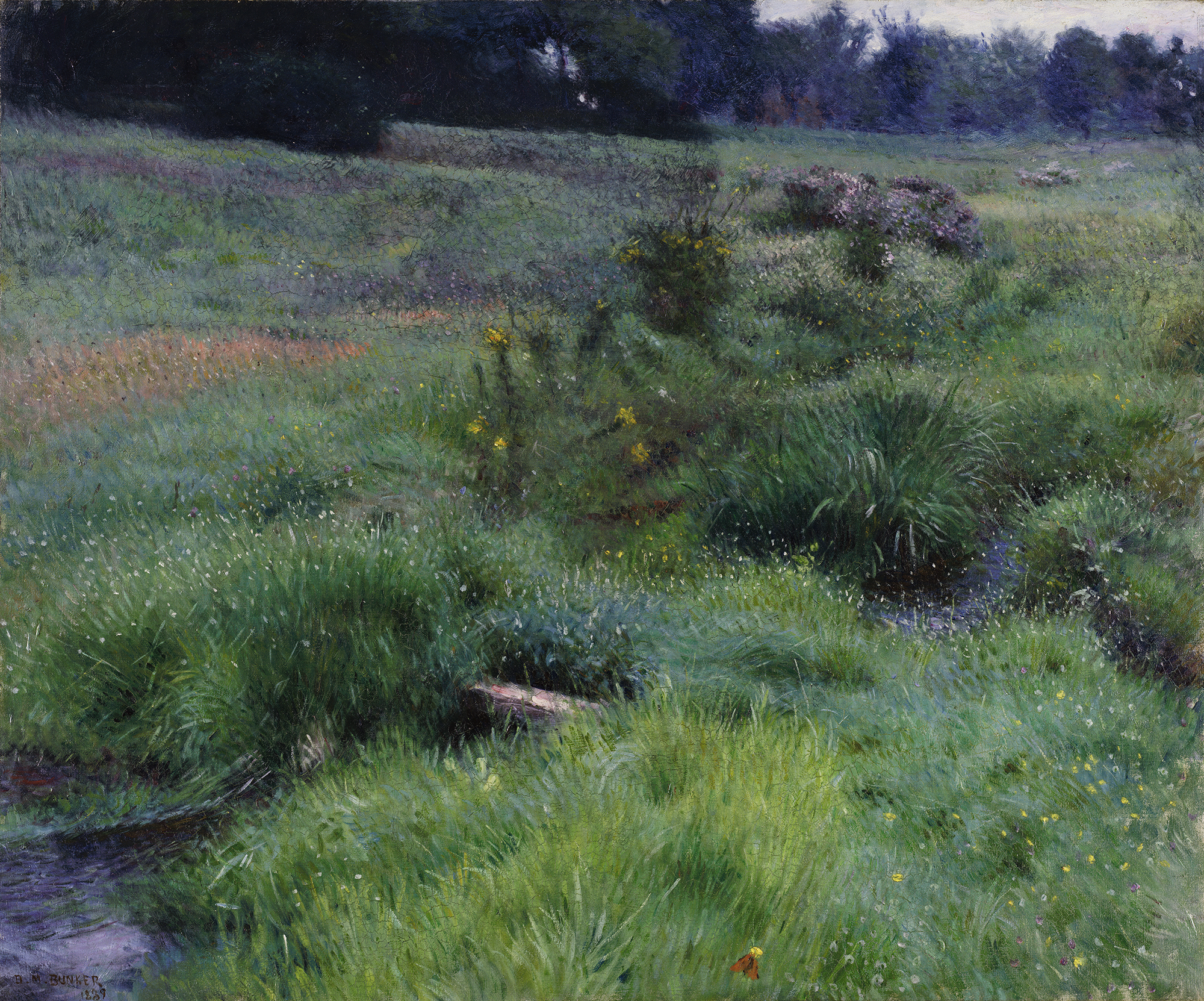
De beek in Medfield, 1889
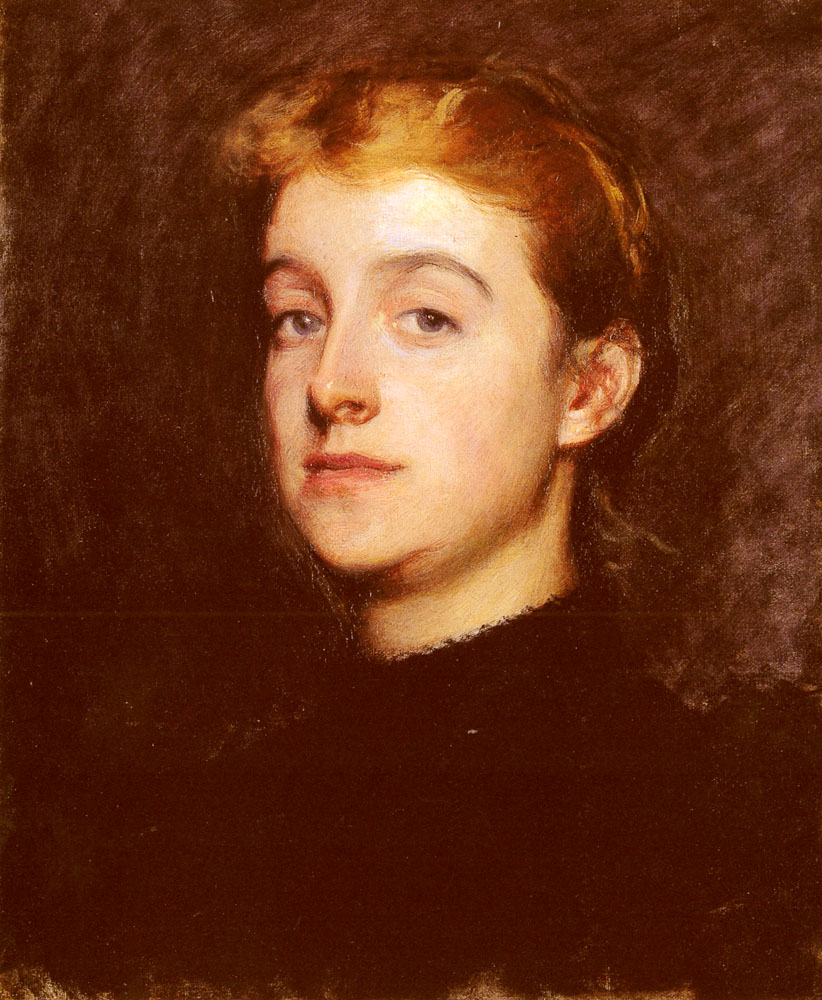
Portret (schets) van Eleanor Hardy Bunker, 1890
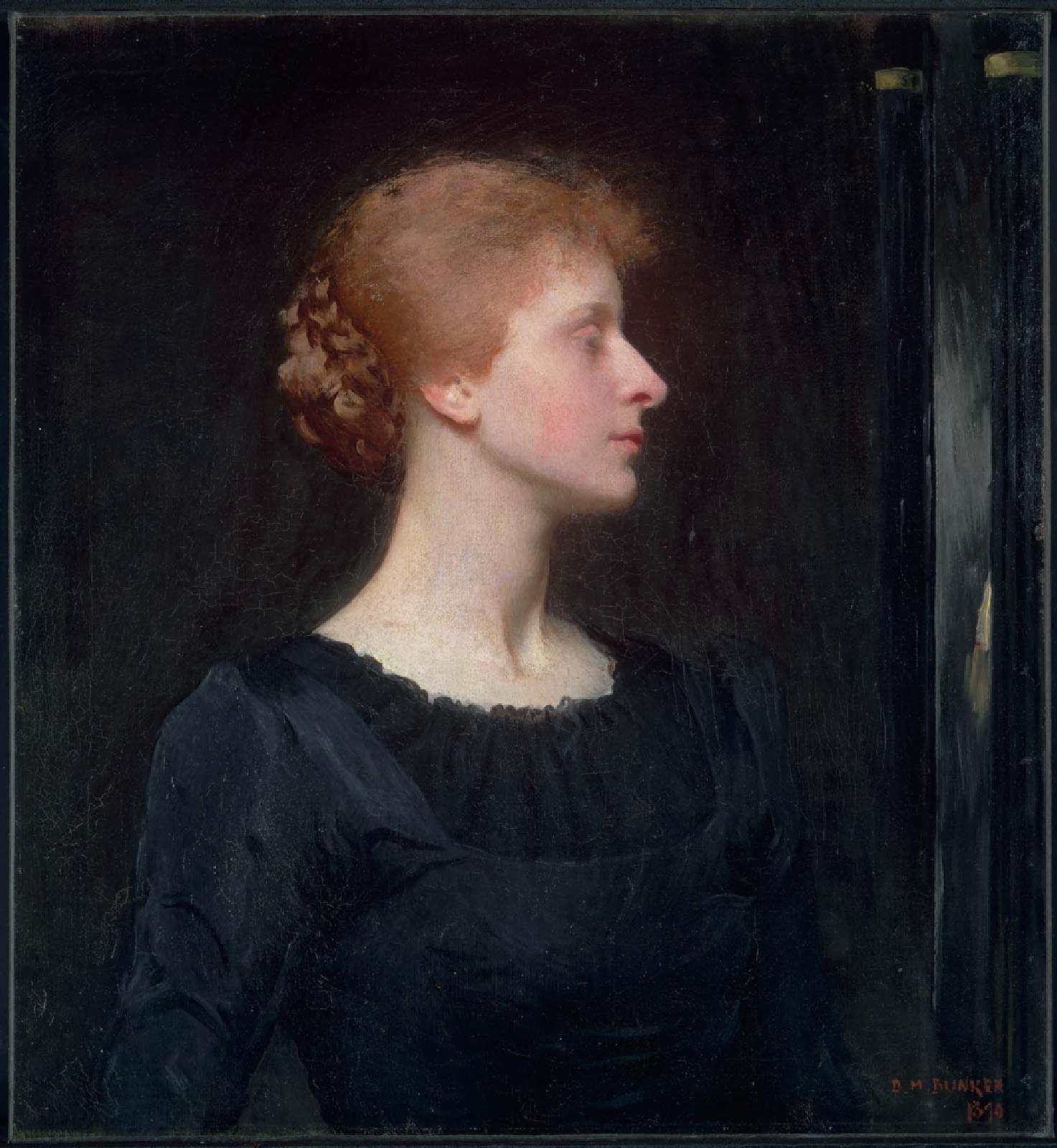
Jessica (1890), Museum of Fine Arts, Boston

## Weblinks
- Dennis Miller Bunker op de website van het Athenaeum.
- Dennis Miller Bunker op Artcyclopedia

- Bibliothèque nationale de France: cb124640606 (data)
- Gemeinsame Normdatei: 119320851
- International Standard Name Identifier: 0000 0000 6677 4341
- Library of Congress Control Number: nr91000701
- Nationale Bibliotheek van Letland: 000201462
- Nationale bibliotheek van Australië: 35856229
- RKD-Nederlands Instituut voor Kunstgeschiedenis: 14051
- SNAC: w6v69p7g
- Système universitaire de documentation: 033821828
- Trove: 1117892
- Union List of Artist Names: 500009855
- Virtual International Authority File: 50033211
- WorldCat: E39PBJqQCHfpBhChjP6Gpbc3wC